# Neue Sachlichkeit (Fotografie)
Die Neue Sachlichkeit ist eine Stilrichtung der Fotografie. Die Bildsprache der Neuen Sachlichkeit zeichnet sich durch ein hohes Maß an objektiv kühlem Realismus des Fotografen gegenüber seinem Sujet aus.

## Ursprung und Geschichte
Geprägt wurde der Begriff der Neuen Sachlichkeit 1923 von G.F. Hartlaub, der seinerzeit Direktor der Mannheimer Kunsthalle war, im Zuge der Konzeption einer (erst zwei Jahre später stattfindenden) Ausstellung unter dem Titel Neue Sachlichkeit. Deutsche Malerei seit dem Expressionismus. Entwickelt hat sich die Neue Sachlichkeit aus dem Wunsch heraus, den künstlerischen Tendenzen in der Fotografie (z. B. dem Piktorialismus) mit einer stringent objektiven Bildsprache gegenübertreten zu können.

## Begriffsklärung und Bildsprache
Erklärtes Ziel der Neuen Sachlichkeit in der Fotografie war es, die Dinge in ihrer Einfachheit und Schönheit darzustellen. Dafür war es vonnöten, Abstand von dem Sujet zu wahren – im Sinne einer sehr nüchternen, zurückhaltenden Bildsprache. Hierbei geht es allerdings nicht um eine grundsätzlich neue Darstellung des Gegenstandes, sondern um die Fixierung von Struktur, Form und Mentalität.
Auch hinsichtlich der praktischen Umsetzung der obigen Ziele wurde akribisch gearbeitet. In Abgrenzung zu den zeitgenössischen experimentellen Ansätzen in der Fotografie hatten die Arbeiten der Neuen Sachlichkeit auch durch perfekt ausgearbeitete Abzüge und genaueste Formwiedergabe zu überzeugen.
Die Neue Sachlichkeit besitzt durchaus einen dokumentarischen Charakter. Man definiert die Fotografie als ein Medium, das es ermöglicht, die exakte Form der Dinge wiederzugeben und somit die Inventarisierung von Gegenständen zu fördern. Der Fotograf sollte stringent die Referenz zum Sujet aufzeigen können, ohne auf den Autor zurückzuweisen. Man wünscht sich die Dokumentation anstelle des Kunstwollens (vgl. Neues Sehen). Es scheint möglich, die Neue Sachlichkeit in der Nähe einer wissenschaftlichen Fotografie zu positionieren.
In ihrem ästhetischen Ansatz unterscheidet sich die Neue Sachlichkeit in der Fotografie deutlich von dem in der Malerei. Während in der Filmsprache der Anspruch der „Sachlichkeit“ durchaus mit ästhetischer „Nüchternheit“ zu erreichen versucht wurde, ist dieser Realismus bei den Vertretern der Malerei ausschließlich Ziel, nicht aber ästhetisches Mittel – im Gegenteil. George Grosz beschreibt sein Anliegen beispielsweise damit, „das Weltbild von den übernatürlichen Kräften, von Gott und den Engeln zu reinigen, um dem Menschen den Blick zu schärfen für sein reales Verhältnis zur Umwelt.“

## Bekannte Fotografen
Als Initiatoren und gleichzeitig meistgenannte Fotografen in Verbindung mit der Neuen Sachlichkeit gelten im Allgemeinen:
- Albert Renger-Patzsch
- August Sander
- Karl Blossfeldt
- Hans Finsler
- Hein Gorny
- Max Baur
- Bernd und Hilla Becher

## Kritik
Walter Benjamin spricht der Neuen Sachlichkeit aus oben genannten Gründen die Zugehörigkeit zur Bildenden Kunst ab. Er könne in ihrer Konzeption keinerlei Willen erkennen, „etwas künstlerisches auf[zu]bauen“. Die Neue Sachlichkeit würde vielmehr die Realität verklären und durch ihre Darstellung der Dinge dem Betrachter keine Deutungsspielräume zuweisen und somit den Erkenntnisgewinn marginalisieren. Weniger denn je würde die Wiedergabe der Realität etwas über die Realität aussagen können.